# Kustbarkbock
Kustbarkbock (Arhopalus ferus) är en skalbagge i familjen långhorningar. Enligt Catalogue of Life har den underarterna Arhopalus ferus ferus Goggi, 2006 och Arhopalus ferus dichrous Mandl, 1972.

## Beskrivning
Kustbarkbocken är en avlång skalbagge med brun färg och långa antenner (över halva kroppens längd). De långa täckvingarna har två till tre svaga längsgående åsar. Skalbaggen är 13 till 25 millimeter lång.

## Ekologi
Arten lever framför allt i sanddynsområden och på hällmarker, där de främst är nattaktiva. Larverna lever i tre till fyra år i nyligen döda (brända) barrträd, främst tall. De förpuppas i juni, och kommer ut ungefär en månad senare.

## Utbredning
Kustbarkbocken förekommer från Sydeuropa till Danmark, Sverige, Finland och Baltikum i norr, och via Mellaneuropa till Ryssland i öster. Den har även påträffats i Turkiet, Mellanöstern och Nordafrika. I Sverige är den känd från observationer i Skåne, Småland, Öland, Gotland (inklusive Gotska Sandön), Västergötland och Uppland, varav den är lokalt utdöd i de två sistnämnda landskapen.

### Bevarandestatus
Bristen på nyligen döda tallar utgör ett hot mot arten, som är rödlistad som starkt hotad ("EN") både i Sverige och Finland.